# ウルトラシリーズ

ウルトラシリーズは、日本の特撮テレビドラマシリーズである。以下の2つを指して呼びならわすことが多い。
1. 1966年から1969年まで、毎週日曜19:00 - 19:30（日本時間）に放送された、TBS制作の「空想特撮シリーズ」。
2. 1のシリーズから発展し、以後50年以上にわたって継続している円谷プロダクション制作のシリーズ。

2013年に「最も派生テレビシリーズが作られた
テレビ番組」としてギネス世界記録に認定され、2015年にその記録を更新している。

## TBS版「ウルトラシリーズ」
1966年、TBSは円谷特技プロダクション制作のテレビ番組『ウルトラQ』の大ヒットを受け、武田薬品の提供によるこの番組枠で、次作品『ウルトラマン』以降の同枠の作品群をマスコミに対し「ウルトラシリーズ」と銘打ってシリーズ化。一大社会現象となった「怪獣ブーム」の牽引役となった。なお、TBS円谷特技プロとの番組制作契約上は、ウルトラQが終了して別番組としてウルトラマンが始まったのでは無く、「ウルトラQの放送期間延長としての制作」となっている。
「怪獣ブーム」を巻き起こしたTBSの「ウルトラシリーズ」であるが、『ウルトラQ』に続く第二弾『ウルトラマン』の制作スケジュールが遅れに遅れ、放映延長が不可能となった。TBS側はこの「ウルトラシリーズ」の続行を望み、東映によって『キャプテンウルトラ』が制作され、この『キャプテンウルトラ』を、TBSは「宇宙特撮シリーズ」、「ウルトラ・シリーズ第三弾」として内外にセールスした。
『キャプテンウルトラ』終了後、この番組枠は再び円谷特技プロ制作作品に戻り、『ウルトラセブン』、『怪奇大作戦』が「ウルトラシリーズ」として放送された。したがって、TBSの作品としての「ウルトラシリーズ」は、以下の5作品である。

### TBS「ウルトラシリーズ」（空想特撮シリーズ）
ウルトラQ
1966年1月2日 - 7月3日。全28話。
ウルトラマン
1966年7月17日 - 1967年4月9日放送。前夜祭＋全39話。
キャプテンウルトラ
1967年4月16日 - 9月24日放送。全24話。
ウルトラセブン
1967年10月1日 - 1968年9月8日放送。全49話。
怪奇大作戦
1968年9月15日 - 1969年3月9日放送。全26話。
TBSは「タケダアワー」枠で、世界的に有名な東宝の特撮監督、円谷英二が創設した「円谷特技プロ」による、本格的特撮ドラマ『ウルトラQ』を企画。一年にわたる制作期間と破格の予算を投入し、1966年1月2日から放映開始された『ウルトラQ』は、それまで銀幕でしか観られなかった本格的な造形を持つ怪獣をお茶の間に登場させて、たちまち日本全国に一大「怪獣ブーム」を巻き起こした。
この「怪獣ブーム」のなか、TBSは番組枠のシリーズ化を決定。全28話の『ウルトラQ』を1話飛ばして終了し、円谷監督をゲストに招いて杉並公会堂で開催した『ウルトラマン前夜祭』の公開録画を放映。ブームを煽る戦略で翌週放映開始された『ウルトラマン』は大ヒットとなり、「怪獣ブーム」を過熱させた。
TBSは一連のこの特撮ドラマ枠を「ウルトラ・シリーズ」と命名。制作プロを東映に代えての後番組『キャプテンウルトラ』は「宇宙特撮シリーズ」の名の下、舞台を宇宙に拡げた「スペースオペラ」となった。『キャプテンウルトラ』も30%台の視聴率を記録したが、40%に迫っていた前作『ウルトラマン』との差を制作サイドが大きく捉えた結果、シリーズ後半から『怪獣ぞくぞくシリーズ』として、『ウルトラマン』に倣った怪獣中心の作劇に転換されることとなった。
円谷特技プロの制作体制が整うと、TBSは2クール（全26話）予定だった『キャプテンウルトラ』を2話減らし、前倒しで『ウルトラセブン』の放映を開始した。「シリーズ第四弾」である『ウルトラセブン』では、『キャプテンウルトラ』を引き継ぐ宇宙時代を題材にした作劇と、『シュピーゲル号』の合体メカニック描写が受け継がれ、初の1年間のロングラン放映となり、怪獣路線の最後を飾った。マスコミは『ウルトラセブン』の番組終了を、そのまま「怪獣ブームの終了」と同一視した。
「怪獣ブーム」終息を受けたTBSは続いて「妖怪ブーム」を当て込んだ怪奇路線に題を求め、『ウルトラQ』や『キャプテンウルトラ』同様に、巨大ヒーローの登場しない『怪奇大作戦』を放送。これがTBS「ウルトラシリーズ」最後の作品となった。
関西圏では当時のネット局である朝日放送で放映。『ウルトラマン』第26・27話の前後篇では、大阪でのロケに全面協力している。
毎回、オープニングタイトルの終わりで、「○○登場」として、その日登場する怪獣や一部ウルトラファミリーのキャラクターを出していた。

## 円谷プロ版「ウルトラシリーズ」

横浜マリタイムミュージアム前に設置された4.5メートルの初代ウルトラマンの巨大立像。

「TBSのウルトラシリーズ」とは別に、円谷プロダクションが制作した作品のみに対する呼称として「ウルトラシリーズ」が使用されており、現在はこちらが一般的である。「仮面ライダーシリーズ」「スーパー戦隊シリーズ」などと並ぶ、日本の代表的な特撮作品シリーズである。
以降、円谷プロ「ウルトラシリーズ」の主要作品を記す。特に断りがないものはテレビシリーズ。本項目にて記す各作品群の概要・特徴はあくまでも、そのグループを全体的に見た上での特徴であり、作品ごとの細かい差異・特色などについては、各作品の項目を参照。テレビ番組から派生した他メディア上の作品も含むため、円谷プロ「ウルトラシリーズ」全体の分類は複雑なものになるが、おおよそ以下のような内訳になる。
1. 初期の空想特撮シリーズ（『Q』『マン』『セブン』）
2. 『ウルトラマン』や『ウルトラセブン』と共通の世界観を持ち、M78星雲・光の国から地球を守るためにやってくるウルトラ戦士達の活躍を描いた『帰ってきたウルトラマン』以降のテレビ番組（→宇宙警備隊、光の国またはウルトラの星、M78星雲）
3. 設定を一新して、異なる世界観の中でのウルトラマンを描いた作品（『ザ☆ウルトラマン』、『ウルトラマンティガ』以降の平成ウルトラマンなど）
4. 上記の作品から派生してつくられた映画やオリジナルビデオ作品
5. 5分番組やテレビスペシャルなど
6. 諸般の事情により、他社作品でありながらウルトラシリーズの範疇で語られることもある作品。

これらの作品群は、一部の例外を除き、「主人公がウルトラ○○という巨大な超人に変身して怪獣と戦うこと」を骨子としている。これより、円谷プロ版「ウルトラシリーズ」について解説する。

### 昭和第1期ウルトラシリーズ（空想特撮シリーズ）
『キャプテンウルトラ』は、正式な「TBSウルトラシリーズ」の番組の一つであるが、これは東映制作作品であるので、「円谷プロ（円谷特技プロ）の制作番組群としてのウルトラシリーズ」には含まれない。また、同じく正式な「TBSウルトラシリーズ」の番組のひとつである『怪奇大作戦』は、円谷特技プロの作品であるが、現在は円谷プロ自身がシリーズに加えていないようである。
したがって、円谷プロに限って「昭和第1期ウルトラシリーズ」という呼称を用いるなら、以下の3作品がこれに当たる。
ウルトラQ
1966年1月2日 - 7月3日。全28話。
ウルトラマン
1966年7月17日 - 1967年4月9日放送。全39話。
ウルトラセブン
1967年10月1日 - 1968年9月8日放送。全49話。
円谷プロが制作し、日本で初めて大がかりな特撮を導入したテレビドラマ『ウルトラQ』が大ヒットとなり、その後継作として制作された『ウルトラマン』が最高視聴率42%の特大ヒットとなったため、「空想特撮シリーズ」、または「ウルトラQ空想特撮シリーズ」と銘打たれる最初の番組シリーズとなった。
この円谷プロ「ウルトラシリーズ」（空想科学シリーズ）は、朝日ソノラマの「ファンタスティック･コレクション」シリーズなど、1978年以降の商業出版物によって再評価が始められた。これらの出版物では、『Q』から『セブン』までの3作品を「第1期ウルトラシリーズ」と総称し、以後定着したが、これはあくまで現在の呼称であり、放映当時のものではない。

### 昭和第2期ウルトラシリーズ
帰ってきたウルトラマン
1971年4月2日- 1972年3月31日放送。全51話。
ウルトラマンA
1972年4月7日 - 1973年3月30日放送。全52話。
ウルトラマンタロウ
1973年4月6日 - 1974年4月5日放送。全53話。
ウルトラマンレオ
1974年4月12日 - 1975年3月28日放送。全51話。
「TBSのウルトラシリーズ」は『セブン』をもって終了するが、円谷プロとしての「ウルトラシリーズ」は、以後も断続的に制作された。まず、『帰ってきたウルトラマン（以下、帰マン）』が『セブン』放送終了から2年半の歳月を経て、同じTBSの番組枠で1971年4月をもって放映開始され、ここに円谷プロの「ウルトラシリーズ」が再開されることとなった。関西圏では、第1期ウルトラシリーズに続き、当時のネット局である朝日放送で放映。
第二次怪獣ブームや変身ヒーローブームの中核となった本シリーズは、TBSプロデューサー・橋本洋二（当時）の意向が強く打ち出され、スポ根ブームの影響を強く受けて「人間とウルトラマンの成長」というテーマを重視し、青春ドラマやホームドラマの色彩が強くなっている。
いずれの作品も、主人公は成長途上の青年として描かれている。ウルトラマンと一心同体となった彼らが、ウルトラマンの力ゆえに苦悩したり仲間との軋轢を抱える、怪獣や宇宙人との戦いの中で大切なものを失う、変身後のウルトラマンも時には敵に苦戦する、といった数々の困難を乗り越えて成長する様が、ドラマの主軸に据えられていた。
主人公の私生活、主人公を兄のように慕う少年を中心に主人公を取り巻く市井の人々との交流も多く描かれていた。少年も家族との死別を乗り越え、そして主人公に教え導かれながら成長していった。
本シリーズの最大の特徴は、『帰マン』での初代ウルトラマンとウルトラセブンの客演から始まり、『A』で「ウルトラ兄弟」の設定が確立し、『タロウ』でそれを発展させて「ウルトラファミリー路線」が打ち出されたことである。この試みによって本シリーズは4年間も続くロングランとなり、仮面ライダーシリーズとともにブームの中核を担っていた。
「ファンタスティック コレクションNo.10 空想特撮映像のすばらしき世界 ウルトラマンPARTII」（1978年・朝日ソノラマ）では、本シリーズの作劇とウルトラファミリーの設定が「第1期ウルトラシリーズでのSF性が蔑ろにされている」や「ウルトラマンの卑小化」と批判されていた。同書を定本に、1982年から1995年まで「不滅のヒーロー ウルトラマン白書」が第4版まで出版されたが、これには従来通りの論評が再録されていた。
しかし、1990年代後半に辰巳出版から出版された「検証・第2次ウルトラブーム」と銘打つ作品別の書籍では、第1期ウルトラシリーズを基準に捉えた前述の論調に対する反論として、各作品の持ち味や当時の時代・社会背景などを考慮した再評価や再検証が行われた。

### 昭和第3期ウルトラシリーズ
ザ☆ウルトラマン
1979年4月4日 - 1980年3月26日放送。全50話（アニメ作品）。
ウルトラマン80
1980年4月2日 - 1981年3月25日放送。全50話。
『レオ』終了と同時にウルトラシリーズは再び幕を下ろしたが、1970年代後半に書籍類でのウルトラシリーズ評価が皮切りに、首都圏での早朝再放送などの「ウルトラマンフィーバー（当時の流行語をもじったもの）」を受け、新たに制作されたのが本シリーズである。関西圏では第1期・第2期ウルトラシリーズと異なり、1975年3月31日のNETテレビ系列とのネットチェンジによって、ABCに代わってネット局となった毎日放送で放映された。
『ザ☆マン』の壮大なストーリーや『80』のハイレベルな特撮映像や学園ドラマの導入など新たな要素はあったものの、視聴率および商品展開では期待を大きく下回る形となり、TBSとの共同制作によるウルトラシリーズはここで完全に終了した。
上述の通り、『Q』から『80』はTBSが制作を担当し、基本的に同じ作品世界の設定であることから、一括りのシリーズとして扱われるケースが多い。ただ、『ザ☆マン』はアニメーション作品であることや、ほかの8作品とも世界観を共有していないことから、本放送終了以降は関連書籍での作品紹介や商品展開などで、番外的な扱いを受けているケースもある。
『80』終了後、1996年に『ウルトラマンティガ』が開始されるまで、テレビシリーズは16年間も制作されなくなり、映画やオリジナルビデオといった多様な展開が行われ、シリーズの区切りが不明確になる。そのため、「第○期」という区分は商業誌などの公式記事には使用されなくなった。
テレビシリーズが制作されなくなった理由について、円谷プロダクション社長を務めた円谷英明は、『80』をめぐる円谷プロとTBSとの関係悪化によって放送枠が確保できなくなったことや、円谷プロの経営悪化に伴って製作部が解体され、さらには著作権収入が安定したことなどで新作制作に消極的になったことなどを挙げている。

### ウルトラマンキッズ（アニメ）
ウルトラマンキッズ M7.8星のゆかいな仲間
1984年3月17日公開。
ウルトラマンキッズのことわざ物語
1986年4月16日 - 11月19日放送。
ウルトラマンキッズ 母をたずねて3000万光年
1991年11月17日 - 1992年5月24日（NHKBS2、NHK教育）。

### 日本国外制作展開
ウルトラマンUSA
1988年にアメリカでテレビ放映。1989年4月28日に日本で劇場公開。アニメ作品。
ウルトラマンG
1990年9月 - 1991年5月ソフト発売。全7巻（全13話）。オーストラリアとの合作によるオリジナルビデオシリーズ。
1995年7月8日 - 9月30日放送。
ウルトラマンパワード
1993年12月 - 1994年8月ソフト発売。全7巻（全13話）。アメリカとの合作によるオリジナルビデオシリーズ。
1995年4月8日 - 7月1日放送。エンディングテーマがビデオ版から変更されている。
国際マーケットを視野に入れた円谷皐円谷プロ社長（当時）の意向によって、テレビシリーズが長期休止期間であった1980年代から1990年代中ごろまで、日本国外の資本との提携・合作によるビデオシリーズや劇場用新作など、テレビ以外の媒体で多くのウルトラマンが登場した。これら作品はビデオ展開のみならず後に放映枠を与えられ、久々のテレビシリーズである『ティガ』以前にテレビシリーズの放映が行われている。
上記の作品群はM78星雲の存在など設定上は過去のウルトラシリーズと共通項を持つが、作品内では世界観の共有がさほど意識されていない。

### 平成ウルトラセブン
ウルトラセブン 太陽エネルギー作戦
1994年3月21日テレビ放送。
ウルトラセブン 地球星人の大地
1994年10月10日テレビ放送。
ウルトラセブン誕生30周年記念3部作
1998年6月5日 - 8月5日発売。オリジナルビデオ作品。
ウルトラセブン1999最終章6部作
1999年7月7日 - 12月31日発売。オリジナルビデオ作品。
ウルトラセブン誕生35周年“EVOLUTION”5部作
2002年5月22日 - 9月25日発売。オリジナルビデオ作品。
いずれの作品も『ウルトラマン』および『帰マン』以降の第2期ウルトラシリーズとは切り離した上で展開された、『セブン』の直接の続編である。最初の2作品は通商産業省（現：経済産業省）や資源エネルギー庁とのタイアップのもと、日本テレビで制作された特番であり、その続編として制作されたのが3本のオリジナルビデオシリーズである。全作品とも従来のフィルム撮影手法を採らず、ビデオ撮影で制作された。

### 平成第1期ウルトラシリーズ（TDG 平成ウルトラマン三部作）
ウルトラマンティガ
1996年9月7日- 1997年8月30日放送。全52話。
ウルトラマンダイナ
1997年9月6日 - 1998年8月29日放送。全51話。
ウルトラマンガイア
1998年9月5日 - 1999年8月28日放送。全51話。
『80』終了はTBSとの対立によりウルトラシリーズのテレビドラマは長らく制作されなかった。円谷プロは1993年の創立30周年記念作品としてウルトラシリーズの新作テレビドラマを計画していたが、最終的に巨大ヒーロー特撮であるがウルトラシリーズとは独立した『電光超人グリッドマン』が制作された。制作に全面協力していた富士通の後押しによりTBS系列で放送されたが単発で終了した。
ウルトラマン生誕30周年を迎えた1996年、TBS系列の在阪局である毎日放送（MBS）が番組枠を提供、制作を担当し、この新たな枠組みで新シリーズが開始された。ウルトラシリーズを制作することとなった毎日放送の意気込みも強く、放映期間中には大阪茶屋町の毎日放送社屋入口前に番組ごとにそれぞれの巨大ウルトラマン像が設置されて名所となった。
昭和ウルトラシリーズと世界観を一新すると共に、「M78星雲からやって来た宇宙人」という従来の設定も排され、いずれの作品のウルトラマンも「地球人の青年が自ら変身する光の巨人」として描かれている。また姿を変えることで能力が変わるタイプチェンジという設定も導入された。スタッフは『グリッドマン』に参加していた若手が中心となり、フィルム撮影であるがビデオ合成やCGなど『グリッドマン』で培われた技術を導入することで映像面も大きく進化している。
世界観を共有するのは『ティガ』と『ダイナ』のみだが、『ガイア』も続けて制作され、視聴率や玩具売上も好成績を収めた こと、スタッフや制作体制が続投していること、映画『ウルトラマンティガ・ウルトラマンダイナ&ウルトラマンガイア 超時空の大決戦』で3人の光の巨人が共演を果たしたことから、3作品合わせて「平成（ウルトラマン）3部作」と呼ばれている。そして、各作品の外伝作品となるオリジナルビデオが2001年（完全版DVDが2004年）、DVDメモリアルボックスが2007年、リマスター版BDボックスが2014年から2016年にかけて発売され、さらには映画『大決戦!超ウルトラ8兄弟』では3人の光の巨人がウルトラ兄弟と共演している。
ティガ25周年を基に3作のアルファベットを繋げた『TDG』の総称名も用いるようになっている

### 平成第2期ウルトラシリーズ（ハイコンセプトウルトラマンシリーズ）
ウルトラマンコスモス
2001年7月7日 - 2002年9月28日放送。全65話（初回放送分は60話）。
ウルトラマンネクサス
2004年10月2日 - 2005年6月25日放送。全37話（ほか、extra1話）。
ウルトラマンマックス
2005年7月2日 - 2006年4月1日放送。全39話（ほか、総集編1回放送）。
ウルトラマンメビウス
2006年4月8日 - 2007年3月31日放送。全50話。
円谷英二生誕100周年とウルトラシリーズ35周年を迎えた2001年、毎日放送によって制作された『コスモス』を機にウルトラシリーズが再開された。以降のシリーズは1作品ごとにブランクや時間枠移動があったりと複雑化しているため、公式なシリーズ区分はしばらく定まっていなかったが、後年には『コスモス』から『メビウス』を「平成第2期ウルトラシリーズ」、連続放送された『ネクサス』『マックス』『メビウス』を「ハイコンセプトウルトラマンシリーズ」と総称するようになった。
劇場用映画とのメディアミックスが定着し、『マックス』を除いてテレビシリーズとリンクした映画が制作されている。また、『ウルトラマン』を除く昭和ウルトラマンシリーズと平成3部作は4クール作品だったが、本シリーズは5クールだったり3クールだったりなど放送期間は不統一である。また、ウルトラマンの戦い方や作風やドラマ、王道が従来の昭和ウルトラマンシリーズや平成3部作、海外作品群やアニメシリーズ、他の円谷特撮ヒーロー作品とは異なっている。
毎日放送との「ウルトラシリーズ」は『コスモス』で終了となり、次作『ネクサス』は「新たなウルトラマン像を創造する」ことを主目的とした「ULTRA N PROJECT」の一環として制作され、以降はTBS系列の在名局・中部日本放送(CBC)が制作を担当し、放送時間も土曜18:00から土曜7:30に変更された。
「N PROJECT」終了後は、「原点回帰」をコンセプトとした『マックス』が放送され、制作は引き続きCBCが担当。スタッフの多くも『ネクサス』から引き継いでいる。
シリーズ40周年記念作品として制作された『メビウス』は、『マックス』で好評だった原点回帰を推し進めて昭和ウルトラマンシリーズからの世界観を引き継ぎ、昭和の歴代ウルトラマンや人気怪獣・宇宙人が登場している。しかし、同作品が放送された土曜17時台後半という時間帯は、当時はローカルセールス枠であり、スポンサードネット扱いでの放送も同時・遅れを問わず主要都市圏に限られたため、一部未放映の地域ができてしまう。テレビシリーズ終了後も、『メビウス』は様々なメディアミックス作品が制作された。
『ネクサス』『マックス』『メビウス』の3作品は、視聴率および玩具売上の商業面で苦戦を強いられた。
『メビウス』終了後、ウルトラシリーズは1クールや2クールの短期間や劇場版映画、オリジナルビデオ作品など断続的な制作にシフトすることとなる。その背景について、円谷プロダクション社長を務めた円谷英明は、『ネクサス』以降に名古屋地方局発となったことで首都圏では十分に宣伝されずに視聴率不振となり、スポンサー獲得も困難となって番組提供枠として売れなくなったことを最大の原因として挙げている。

### ウルトラギャラクシー大怪獣バトルシリーズ
ウルトラギャラクシー大怪獣バトル
2007年12月1日 - 2008年2月23日放送。全13話。
ウルトラギャラクシー大怪獣バトル NEVER ENDING ODYSSEY
2008年12月20日 -2009年3月14日放送。全13話。
2作品とも初回放送は地上波ではなく、BS11での放送となった。後に2009年から2010年にかけてテレビ東京系でも放送され、以降のテレビシリーズも同系列にて放送されるようになった。

### 平成第3期ウルトラシリーズ / 令和ウルトラマン (ニュージェネレーションヒーローズ)
ウルトラマン列伝
2011年7月6日 - 2013年6月26日放送。全104話。
ウルトラゼロファイト（第1部）
2012年8月1日 - 9月19日放送。全8話。
ウルトラゼロファイト（第2部）
2012年12月12日 - 2013年3月27日放送。全15話。
新ウルトラマン列伝
2013年7月3日 - 2016年6月25日放送。全155話。
ウルトラマンギンガ
2013年7月10日 - 8月14日、11月20日 - 12月18日放送。全11話。
ウルトラマンギンガS
2014年7月15日 - 9月2日、11月4日 - 12月23日放送。全16話。
ウルトラファイトビクトリー
2015年3月31日 - 6月23日放送。全13話。
ウルトラマンX
2015年7月14日 - 12月22日放送。全22話。
ウルトラマンオーブ
2016年7月9日 - 12月24日放送。全25話。
ウルトラマンオーブ THE ORIGIN SAGA
2016年12月26日 - 2017年3月13日 Amazonプライム・ビデオ独占配信。全12話。
ウルトラマンゼロ THE CHRONICLE
2017年1月7日 - 6月24日放送。全25話。
ウルトラファイトオーブ
2017年4月15日 - 6月3日放送。全8話。
ウルトラマンジード
2017年7月8日 - 12月23日放送。全25話。
ウルトラマンオーブ THE CHRONICLE
2018年1月6日 - 6月30日放送。全26話。
ウルトラマンR/B
2018年7月7日 - 12月22日放送。全25話。
ウルトラマン ニュージェネレーションクロニクル
2019年1月5日 - 6月29日放送。全26話。4月まで平成、5月より令和。
ウルトラマンタイガ
2019年7月6日 - 12月28日放送。全25話+特別篇。
ウルトラギャラクシーファイト ニュージェネレーションヒーローズ
2019年9月29日 - 12月22日配信。全13話。YouTube円谷プロダクション公式チャンネル独占配信
ウルトラマン クロニクル ZERO&GEED
2020年1月11日 - 6月13日放送。全23話。
ウルトラマンZ
2020年6月20日 - 12月26日放送。全25話+特別篇3話。
ウルトラギャラクシーファイト 大いなる陰謀
2020年11月22日 - 2021年1月31日配信。全10話。YouTube円谷プロダクション公式チャンネル配信
ウルトラマン クロニクルZ ヒーローズオデッセイ
2021年1月9日 - 6月26日放送。全25話。
ウルトラマントリガー NEW GENERATION TIGA
2021年7月10日 - 2022年1月22日放送。全25話+特別総集編3話。
ウルトラマン クロニクルD
2022年1月29日 - 6月25日放送。全22話。
ウルトラギャラクシーファイト 運命の衝突
2022年4月29日 - 7月1日配信。全10話。
シン・ウルトラマン
2022年5月13日公開。
ウルトラマンデッカー
2022年7月9日 - 2023年1月21日放送。全25話+特別総集編3話。
ウルトラマン ニュージェネレーション スターズ
2023年1月28日 - 6月24日放送。全22話。
ウルトラマンレグロス
2023年5月23日 - 7月4日配信。全2話+『ファーストミッション』1話。
ウルトラマンブレーザー
2023年7月8日 - 2024年1月20日放送。全25話+特別総集編3話。
ウルトラマン ニュージェネレーション スターズ（第2期）
2024年1月27日 - 6月22日放送。全22話。
ウルトラマンアーク
2024年7月6日 - 2025年1月18日放送。全25話+特別総集編3話。
ウルトラマン ニュージェネレーション スターズ（第3期）
2025年1月25日 - 6月21日放送。全22話。
ウルトラマンオメガ
2025年7月5日 - 放送中。
ウルトラシリーズが45周年を迎えた2011年より『ウルトラマン列伝』が放送開始。当初は過去作品のセレクト再放送やスペシャル総集編、映画やビデオ作品の分割放送などをメインとしたが、2012年に『ウルトラゼロファイト』を放送して以降、次第にオリジナル作品の比重が大きくなり、その後も2013年に『ギンガ』や『大怪獣ラッシュ ウルトラフロンティア』、2014年に『ギンガS』（『ギンガ』と『ギンガS』はそれぞれ分割1クール）、2015年に『X』を放送。『X』以降のウルトラシリーズは2クール放送となる。『ウルトラマン列伝』では主にウルトラマンゼロがナビゲーターを担当していたが、『新ウルトラマン列伝』以降は様々なキャラクターが担当するようになった。
地上波では、キー局が系列局の少ないテレビ東京のため本放送と同時放送される地域は少ないが、放送終了と同時にYouTubeのウルトラマン公式チャンネルにて無料のネット配信が行われるようになり、インターネット環境があれば、地域に関係なく視聴することが可能となっている。
ウルトラシリーズ50周年記念作品でもある『オーブ』以降は、上半期に『クロニクル』シリーズ（ナビゲーターと共に特定のウルトラ作品の再放送と劇場版の分割放送版を視聴するシリーズ）、下半期に新作シリーズという形式で交互に放送することにより、番組枠を継続している。
また、2017年公開のウルトラマンオーブの劇場版で使用されたキャッチコピー「大集結!新世代（ニュージェネレーション）ヒーローズ!」がきっかけで、ウルトラマンギンガ以降のウルトラマンの総称としてニュージェネレーションヒーローズがメディアによって使用されるようになった。それに伴いウルトラマンゼロはニュージェネレーションウルトラマンの0番目として数えられるようになる。
『新ウルトラマン列伝』で『ギンガ』放送中の2013年7月10日には、「最も派生テレビシリーズが作られたテレビ番組」としてギネス世界記録に認定された。

### 夜間番組
ウルトラQ dark fantasy
2004年4月6日 - 9月28日放送。全26話。
ULTRASEVEN X
2007年10月5日 - 12月21日放送。全12話。
ウルトラゾーン
2011年10月 - 2012年3月放送。全23話。
ネオ・ウルトラQ
2013年1月12日 - 3月30日放送。全12話。
2000年代に入ってからは昭和シリーズのリメイク、もしくは続編的な作品を制作することが多くなっている。2004年には『Q』のリメイクとして『Q dark fantasy』、2007年にウルトラセブン40周年記念作品として『SEVEN X』が深夜枠にて、2011年には「ウルトラ怪獣を主役とした大人向けのウルトラ」というコンセプトで『ウルトラゾーン』が独立局を中心に、2013年には「ウルトラQのセカンドシーズン」というコンセプトで『ネオ・ウルトラQ』が放送される。

### 全作品共通事項
各作品のオープニングタイトルの所で、その回に登場する「××怪獣 ○○登場」という字幕が入る（『Q』『セブン』『80』『G』『ネクサス』および『大怪獣バトル』シリーズ以降の作品を除く。また、『A』第36・37話のみ「出現」と表記されている）。

## テレビシリーズの放映ネット局

### 現在のネット局
放送日時は2025年4月現在。字幕放送・解説放送はテレビ東京系列6局のみ実施。『ウルトラマン列伝』以降におけるインターネット動画配信については各作品の項目を参照。
| 放送対象地域   | 放送局           | 系列           | 放送日時                     | ネット状況 | 備考      |
| -------------- | ---------------- | -------------- | ---------------------------- | ---------- | --------- |
| 関東広域圏     | テレビ東京       | テレビ東京系列 | 土曜 9:00 - 9:30             | 製作局     | 製作局    |
| 北海道         | テレビ北海道     | テレビ東京系列 | 土曜 9:00 - 9:30             | 同時ネット |           |
| 愛知県         | テレビ愛知       | テレビ東京系列 | 土曜 9:00 - 9:30             | 同時ネット |           |
| 大阪府         | テレビ大阪       | テレビ東京系列 | 土曜 9:00 - 9:30             | 同時ネット |           |
| 岡山県・香川県 | テレビせとうち   | テレビ東京系列 | 土曜 9:00 - 9:30             | 同時ネット |           |
| 福岡県         | TVQ九州放送      | テレビ東京系列 | 土曜 9:00 - 9:30             | 同時ネット |           |
| 福島県         | テレビユー福島   | TBS系列        | 日曜 0:58 - 1:28（土曜深夜） | 遅れネット | [ 注 9 ]  |
| 石川県         | 石川テレビ       | フジテレビ系列 | 日曜 6:30 - 7:00             | 遅れネット | [ 注 10 ] |
| 静岡県         | 静岡第一テレビ   | 日本テレビ系列 | 日曜 5:30 - 6:00             | 遅れネット |           |
| 広島県         | 広島ホームテレビ | テレビ朝日系列 | 日曜 5:30 - 6:00             | 遅れネット | [ 注 11 ] |
| 宮崎県         | 宮崎放送         | TBS系列        | 日曜 5:15 - 5:45             | 遅れネット | [ 注 12 ] |
| 沖縄県         | 琉球放送         | TBS系列        | 日曜 6:15 - 6:45             | 遅れネット | [ 注 13 ] |

### 過去のネット局
『メビウス』まで（『ULTRASEVEN X』含む）
TBS系列外局では放送されなかったり本放送終了後の放送となった作品もある。また、TBS系列局でも同時ネットがされなかった作品もある一方でごく初期の作品（『Q』・『マン』・『セブン』）については系列外にもかかわらず同時ネットしていた局もわずかながらある。
| 放送対象地域           | 放送局             | 現在の系列                    | 備考 |
| ---------------------- | ------------------ | ----------------------------- | --- |
| 関東広域圏             | 東京放送           | TBS系列                       | 現：TBSテレビ。 『Q』から『80』までの制作局。 |
| 近畿広域圏             | 朝日放送           | テレビ朝日系列                | 現：朝日放送テレビ。 『Q』から『レオ』まで。 1975年3月30日まではTBS系列局。 |
| 近畿広域圏             | 毎日放送           | TBS系列                       | 『ティガ』から『コスモス』までの制作局。 『ザ☆』から。 1975年3月30日まではNETテレビ（現：テレビ朝日）系列局。                                                                      |
| 中京広域圏             | 中部日本放送       | TBS系列                       | 現：CBCテレビ 『ネクサス』から『メビウス』までと、『ULTRASEVEN X』の制作局 |
| 北海道                 | 北海道放送         | TBS系列                       | |
| 青森県                 | 青森放送           | 日本テレビ系列                | 『Q』から『セブン』まで。 『平成セブン』は系列内番組として放送。 |
| 青森県                 | 青森テレビ         | TBS系列                       | 『帰マン』から。 1975年3月まではNETテレビ系列とのクロスネット局。 |
| 岩手県                 | IBC岩手放送        | TBS系列                       | 『80』までの社名は「岩手放送」。 『帰マン』から『レオ』は遅れネット。 |
| 宮城県                 | 東北放送           | TBS系列                       | |
| 秋田県                 | 秋田テレビ         | フジテレビ系列                | 『マン』のみ本放送終了後の1971年 - 1972年に放送。 |
| 秋田県                 | 秋田放送           | 日本テレビ系列                | 『平成セブン』は系列内番組として放送。 |
| 山形県                 | 山形放送           | 日本テレビ系列                | 『平成セブン』は系列内番組として放送。 |
| 山形県                 | テレビユー山形     | TBS系列                       | 『ティガ』から。 |
| 福島県                 | 福島テレビ         | フジテレビ系列                | 『80』まで。 1983年3月まではTBS系列とのクロスネット局。 |
| 福島県                 | テレビユー福島     | TBS系列                       | 『ティガ』から。 |
| 山梨県                 | テレビ山梨         | TBS系列                       | 『帰マン』から。 |
| 長野県                 | 信越放送           | TBS系列                       | 『帰マン』から『レオ』、および『メビウス』は遅れネット。 |
| 新潟県                 | 新潟放送           | TBS系列                       | |
| 静岡県                 | 静岡放送           | TBS系列                       | 『帰マン』から『レオ』までは遅れネット。 |
| 富山県                 | 北日本放送         | 日本テレビ系列                | 『Q』・『マン』・『セブン』・『ザ☆』のみ。 『平成セブン』は系列内番組として放送。                                                                                                  |
| 富山県                 | 富山テレビ         | フジテレビ系列                | 『帰マン』から『レオ』まで |
| 富山県                 | チューリップテレビ | TBS系列                       | 『ティガ』から。 |
| 石川県                 | 北陸放送           | TBS系列                       | 『帰マン』から『レオ』までは遅れネット。 |
| 福井県                 | 福井放送           | 日本テレビ系列 テレビ朝日系列 | 『80』まで。 放送当時（1989年3月以前）は日本テレビ系列単独加盟局。 『平成セブン』は系列内番組として放送。                                                                          |
| 鳥取県                 | 日本海テレビ       | 日本テレビ系列                | 島根県との相互乗り入れ前に『帰マン』を数ヶ月遅れで水曜18:00から放送。 本放送当時は事実上NETテレビとフジテレビともに系列に近い関係であった。 『平成セブン』は系列内番組として放送。 |
| 島根県 →島根県・鳥取県 | 山陰放送           | TBS系列                       | 『Q』から『A』第24話までは島根県のみ放送。 『A』第25話以降は鳥取県でも放送。 |
| 岡山県 →岡山県・香川県 | 山陽放送           | TBS系列                       | 現：RSK山陽放送。 『80』までは岡山県のみ。 『ティガ』から香川県でも放送。 |
| 広島県                 | 中国放送           | TBS系列                       | 1967年3月までの社名は「ラジオ中国」 |
| 山口県                 | 山口放送           | 日本テレビ系列                | 『マン』から『セブン』まで。 当初は1ヶ月遅れの日曜10:30から放送していた。 その後遅れ幅を縮小し、『キャプテンウルトラ』から1週遅れで放送。 『平成セブン』は系列内番組として放送。   |
| 山口県                 | テレビ山口         | TBS系列                       | 『帰マン』から『マックス』まで。 『メビウス』は未放送。 『ガイア』は2000年夏休みに全話集中放送。 1987年9月まではフジテレビ系列とのクロスネット局。                                 |
| 徳島県                 | 四国放送           | 日本テレビ系列                | 『A』、『ザ☆』など一部作品のみ。 『平成セブン』は系列内番組として放送。 |
| 愛媛県                 | 南海放送           | 日本テレビ系列                | 『平成セブン』は系列内番組として放送。 |
| 愛媛県                 | あいテレビ         | TBS系列                       | 『ティガ』から。 2002年9月までの社名は「伊予テレビ」。 |
| 高知県                 | テレビ高知         | TBS系列                       | 『帰マン』から。 |
| 福岡県                 | RKB毎日放送        | TBS系列                       | |
| 長崎県                 | 長崎放送           | TBS系列                       | 『帰マン』から『レオ』は遅れネット。『メビウス』は未放送 |
| 熊本県                 | 熊本放送           | TBS系列                       | 『帰マン』から『レオ』は遅れネット。『メビウス』は日曜5:30から放送。 |
| 大分県                 | 大分放送           | TBS系列                       | 『メビウス』は未放送。 |
| 宮崎県                 | 宮崎放送           | TBS系列                       | |
| 鹿児島県               | 南日本放送         | TBS系列                       | 『帰マン』から『レオ』は遅れネット。 |
| 沖縄県                 | 琉球放送           | TBS系列                       | |

この他、『マン』が1970年代にフジテレビ系列で、『セブン』が1985年に日本テレビで、また『帰マン』を皮切りとして『Q』～『80』が1989～1992年にNHK-BS2 (現：BSプレミアム)でそれぞれ再放送されたりと、再放送については地域系列放送媒体を問わず大多数のテレビ局で実績がある。なお、円谷プロの倒産回避措置として、1984年から1991年まではTBSが系列内外への販売窓口となっていた。
大怪獣バトルシリーズ
ウルトラQ dark fantasy
テレビ東京、アニマックスなど。
『ウルトラマン列伝』以降のシリーズ
ネット状況はいずれも遅れネット。
| 放送対象地域 | 放送局       | 系列           | 備考                                                    |
| ------------ | ------------ | -------------- | ------------------------------------------------------- |
| 青森県       | 青森テレビ   | TBS系列        | 『R/B』・『タイガ』・『Z』のみ                          |
| 宮城県       | 東北放送     | TBS系列        | 『列伝』から『オーブ』まで                              |
| 宮城県       | 仙台放送     | フジテレビ系列 | 『トリガー』から『ニュージェネレーション スターズ』まで |
| 長野県       | 長野朝日放送 | テレビ朝日系列 | 『トリガー』から『ブレーザー』まで                      |
| 新潟県       | 新潟放送     | TBS系列        | 『トリガー』から『ブレーザー』まで                      |
| 富山県       | 北日本放送   | 日本テレビ系列 | 『オーブ THE CHRONICLE』から『クロニクルD』第1話まで    |
| 石川県       | テレビ金沢   | 日本テレビ系列 | 『列伝』のみ、第37話まで放送後、石川テレビへ移行        |
| 岐阜県       | 岐阜放送     | 独立局         | 『トリガー』のみ                                        |
| 三重県       | 三重テレビ   | 独立局         | 『列伝』のみ                                            |
| 滋賀県       | びわ湖放送   | 独立局         | 『デッカー』・『ブレーザー』のみ                        |
| 和歌山県     | テレビ和歌山 | 独立局         | 『デッカー』以降の一部作品のみ                          |
| 長崎県       | テレビ長崎   | フジテレビ系列 | 『新列伝』第55話から半年間のみ                          |
| 熊本県       | 熊本放送     | TBS系列        | 『列伝』および『新列伝』の一部回のみ                    |
| 日本全域     | BSジャパン   | BS放送         | 現：BSテレ東 『列伝』から『ゼロ THE CHRONICLE』まで     |

## ウルトラシリーズとバンダイグループ (現: バンダイナムコグループ)の商品ビジネス
ウルトラシリーズの関連商品は、大半がバンダイから発売されているが、実は第一期シリーズ当初は、商品化権を獲得しておらず、実際に商品化権を取ったのは、第二期シリーズのころである。第三期シリーズの前年の1978年にポピー（現：バンダイ・ボーイズトイ事業部）がブルマァクの倒産でウルトラシリーズの関連商品の発売元を失った円谷プロならびに大手出版社・小学館と手を組んでからで、以後小学館の『てれびくん』などの雑誌の人気作品の再録再評価、怪獣ソフビのウルトラ怪獣シリーズを中心とした関連商品、TBS系列でのウルトラシリーズの再放送などでブームが盛り上がった。これは、『宇宙戦艦ヤマト』ブーム影響から生まれたのである。一説では、バンダイ的には超合金ブームと怪獣ブームのブームの合体のために作られたものである。
その後バンダイはテレビ・映画などのメディアでウルトラシリーズの新作制作を後押し続け、バンダイ・ボーイズトイ事業部で玩具などの関連商品を発売し、子会社のバンダイナムコフィルムワークス（旧：バンダイビジュアル→バンダイナムコアーツ）がシリーズ各作品のビデオ・DVDの商品化を開始し、もう一つの子会社である玩具デザイン会社のプレックスによってティガ以降現在までの作品の防衛チームのライドメカ、基地、隊員服、なりきり玩具などをデザインし、また、もう一つの子会社である玩具デザイン会社のバンダイナムコエンターテインメント（旧：バンダイナムコゲームス）と共にデータカードダスの『大怪獣バトル ULTRA MONSTERS』中心のゲームを出したり、BANDAI SPIRITS（旧：バンプレスト）からプライズモノを出したり、1989年からは毎年「ウルトラマンフェスティバル」（略称・「ウルフェス」）を開催している。
2008年1月21日、バンダイは円谷プロの当時の親会社であったティー・ワイ・オーより円谷プロの33.4%の株式を取得し、ウルトラシリーズを初めとした円谷プロ作品の独占的商品化権を獲得した。

## ウルトラシリーズと小学館との関係
ウルトラシリーズの関連書籍は、現在では大半が小学館から発売されているが、同社が商品化権を獲得したのは第2期ウルトラシリーズが開始される前々年の1969年である。それ以降、小学館の学年別学習雑誌を中心とした雑誌や絵本、漫画、ライトノベル、研究本などの関連商品、TBS系列でのウルトラシリーズの再放送などでブームが盛り上がった。
その後、小学館はゾフィーを長兄としたウルトラ兄弟の設定を築き上げ、ウルトラシリーズの新作や『ミラーマン』、『ファイヤーマン』、『ジャンボーグA』などのほかの円谷プロ作品を小学館の学習雑誌などの雑誌で連載。のちに、現在の本シリーズ主幹雑誌である「てれびくん」が1978年12月末発売の2月号にシリーズ各作品の掲載を開始し、以後1990年代の作品を除いて全作掲載され続けている。

## 映像ソフト化
1980年代にVHSとLDの映像ソフトによる商品展開が始まり、LDで『ウルトラQ』から『80』までの全作品とVHSテープで『ザ☆マン』を除く全作品が映像ソフト化され、劇場作品『ウルトラマンZOFFY ウルトラの戦士VS大怪獣軍団』以降の作品はリアルタイム時の映像ソフトのリリースが始まり、『G』ではオリジナルビデオ作品としての商品展開も行われた。
その後、DVDが台頭し、円谷プロの昭和作品をDVD化する「デジタルウルトラシリーズ」の一環として『セブン』、『ウルトラマン』、『ウルトラQ』、『帰マン』、『A』、『タロウ』、『レオ』、『ザ☆マン』の順で昭和ウルトラシリーズがDVD化された。1990年代作品の『ウルトラマンネオス』、『ウルトラマンゼアス』や平成3部作もDVD化し、2000年代作品の『コスモス』以降の作品はリアルタイムで発売された。2010年6月25日と9月24日に『80』のDVD-BOXが発売。『G』は、海外で英語音声のみのDVDが発売されていたが、国内でのリリースは成されていなかった。
DVDに次ぐ映像ソフト規格のBDにおいて、それまでの作品も再リリースされた上に2017年1月27日に『G』、3月24日には『パワード』、2018年9月26日に『ウルトラマンUSA』がリリースされ、現在公的に公開されているテレビシリーズおよび、劇場版のウルトラシリーズ全作が映像ソフトで視聴可能になる。
2008年12月から『ウルトラ1800』という低価格でのDVD販売を行っている。
1. 『ウルトラQ』：2008年12月19日（1巻 - 4巻）、2009年1月23日（5巻 - 7巻）発売。
2. 『ウルトラマン』：2009年2月18日 - 4月22日発売（全10巻）。
3. 『セブン』：2009年5月13日 - 7月29日発売（全12巻）。
4. 『帰マン』：2010年7月23日 - 2010年10月8日（全13巻）。
5. 『A』:2010年12月22日 - 2011年4月7日（全13巻。DVD-BOXも有り）。

## 作品世界
ウルトラシリーズは同一の世界を共有している作品と、独立した世界が舞台の作品に分かれる。また同じ作品世界を共有していてもパラレルワールドとなっている場合もある。
- 『ウルトラマン』から『ウルトラマンレオ』、『ウルトラマン80』までのシリーズは、過去のヒーローや怪獣が後発の作品に客演することなどによって物語がつながっていることが示されている。ただし、個々の作品は独立して制作されているため、細かい部分まで設定が揃えられているわけではない。#M78星雲 光の国の世界観やM78星雲も参照。
- 『ウルトラマンティガ』と『ウルトラマンダイナ』は同一の作品世界である。また、『ウルトラマンダイナ』には『ブースカ! ブースカ!!』のキャラクターも登場している。
- 『ウルトラマンネクサス』と『ULTRAMAN』はULTRA N PROJECTの作品として制作され、同一の作品世界である。
  - 雑誌展開の『ウルトラマンノア』は「M78シリーズ」世界を舞台に活躍、最終的に『ULTRAMAN』と『ウルトラマンネクサス』の世界へと飛ばされる前史のエピソードとなっていた。
- 『ザ☆ウルトラマン』、『ウルトラマンガイア』、『ウルトラマンナイス』、『ウルトラマンコスモス』はそれぞれ独立した作品世界である。ただし『ザ☆ウルトラマン』、『ウルトラマンコスモス』は旧作との関連を連想させる部分がある。
- 『ULTRA SEVEN X』は『セブン』の平行世界が舞台である。
- 『大怪獣バトルシリーズ』[注 29]、および時系列としてはそれ以降の物語となる『ウルトラマンゼロ』関連の作品は上記全ての世界のキャラクター達の存在が認知されている未来の世界が舞台である。
- 『ウルトラマンギンガ』では、ダークスパークウォーズと呼ばれる別の世界での戦いにおいてフィギュアにされた全てのウルトラ戦士とウルトラ怪獣が、『ギンガ』の世界へ飛ばされた。
- 『大怪獣ラッシュ』では「プラズマギャラクシー」が舞台。当初はウルトラマンが存在しない世界だったが、途中から設定変更で別宇宙の一つとされウルトラ戦士も登場するようになる。
- 『新世紀2003ウルトラマン伝説』のように、オリジナルでの世界観の繋がりとは無関係に歴代ウルトラマンや『快獣ブースカ』などの他作品のキャラクターが登場する作品もある。

### M78星雲 光の国の世界観
- 『ウルトラQ』と『ウルトラマン』、『ウルトラセブン』は制作時点では別の物語として作られた。
  - 『Q』と『マン』の繋がりは明確に語られていない[注 30]が、『ウルトラマン』ではラゴンの存在や特性が最初から科学特捜隊の隊員たちに知られていることや、ケムール人が2代目とされていることなど、劇中に登場する怪獣や宇宙人の一部が劇中では語られていないところで何らかの形で現れていたことになっており、『Q』との関連が示唆されている。
  - 現在では『ウルトラマン』と『セブン』は同一の作品世界とされることが多いが、制作当初は別の作品世界として制作されていた。この当時の設定を引き継いだ作品として『平成ウルトラセブン』（ほかのウルトラシリーズと関連しない形での『セブン』の続編）が制作されている[注 31]。同じ手法で『ウルトラマン』の直接の続編である『ウルトラマン怪獣伝説 40年目の真実』も制作されている。
- 『ウルトラマンUSA』『ウルトラマンG』『ウルトラマンパワード』『ウルトラマンゼアス』はそれぞれ、『ウルトラマン80』までの作品世界を舞台にしている続編だが、相互のつながりを強調するような演出はない。また、『ウルトラマンゼアス』と『ウルトラマンメビウス』以外は過去のウルトラ戦士や怪獣に関してもまったく触れられておらず[注 32]、それぞれ独立した過去のシリーズとは関係ない世界とも解釈できる描写である。
  - 『ウルトラマンメビウス』はほかの作品と違ってウルトラマン80が地球を去ってから25年後と語られており、『ウルトラマン80』までのシリーズの続編であることがポイントになっている。
- 『ウルトラマンネオス』『ウルトラマンマックス』は登場ウルトラマンがM78星雲出身とされているが、『ウルトラマン80』までの作品世界とはそれぞれ独立した作品世界である。

### ギャラクシークライシス
『大怪獣バトル』以降の作品では、時空を超えた混乱期であるギャラクシークライシスが発生したことにより、M78ワールドと平成ウルトラマンシリーズなど別の世界観を持つ作品との共演も可能となっている。『ウルトラマンゼロ THE MOVIE』より、無数の宇宙が超空間の水泡状に存在している「マルチバース」の設定を明確化した。
『ウルトラギャラクシー大怪獣バトル』シリーズ
ZAP SPACYのスペースペンドラゴンに、『ティガ』と『ダイナ』世界のネオマキシマオーバードライブが搭載されているなど。
『大怪獣バトル ウルトラ銀河伝説 THE MOVIE』
『ダイナ』テレビシリーズのアスカ・シン＝ウルトラマンダイナ本人が、『ティガ』と『ダイナ』の世界からウルトラの星にやってくる。
『ウルトラマンゼロ THE MOVIE 超決戦!ベリアル銀河帝国』
ウルトラマンゼロがいる別宇宙（アナザースペース）に、ウルトラマンノアが出現。
『ウルトラマンサーガ』
それぞれ別の世界からきたゼロ、ダイナ、ウルトラマンコスモスが共演。

### 作品世界の繋がりが示唆される作品
スタッフのお遊びとしてではあるが、共通する単語や人物などが登場している。
『ウルトラマン』と『ウルトラマンゼアス』
『ゼアス』1作目にウルトラマン地球来訪30周年の黄金の像が登場する。『ゼアス』2作目では、ウルトラマンシャドーの弱点はウルトラマン同様のカラータイマーであるという分析から、ゼットン砲が開発される。
『ウルトラマンティガ』&『ウルトラマンダイナ』と『ウルトラマンコスモス』
錦田小十郎景竜という人物が共通している。時代設定の上では『ウルトラマンティガ』は2007年、『ウルトラマンダイナ』は2017年であり、『ウルトラマンコスモス』はその中間に当たる2009年となっている。
『ウルトラセブン』と『ウルトラマンマックス』
メトロン星人本人が再登場する。もっとも後者の世界は、同作品の第1話で初めて怪獣（宇宙人含む）が現れたことになっているうえに、各回がオムニバス形式であり時折設定が切り替わることに留意する必要がある。
『コメットさん（第2期）』
『ウルトラマンタロウ』と『ウルトラマンレオ』以降の後日談に当たるエピソードが放映されているが、両作品およびウルトラシリーズとは無関係である。
『有言実行三姉妹シュシュトリアン』
東映作品であるものの、第40話「ウルトラマンに逢いたい」で共演(監督と脚本はどちらも円谷と東映両方に関わった佐伯孚治と武上純希)。怪獣おじさん（実はハヤタ）が登場している。
劇中劇としてウルトラシリーズが登場する作品の舞台
後述するように、ウルトラシリーズが劇中劇として登場することがある。こういった作品の舞台は、現実世界に近いものになっているとともに、そういった舞台が同一である可能性も示唆している。
『ウルトラQ』と『ウルトラマンマックス』
第29話「怪獣は何故現れるのか」において、ウルトラQ撮影時に遭遇した怪獣（ゲロンガ）がウルトラマンマックスと戦う（「ゲロンガ」自体はウルトラQの未制作脚本に登場している）。ウルトラQの作品をメタ視しており、最後は万城目 淳役の佐原健二（役名：佐橋健二）・戸川 一平役の西條康彦（役名：西郷保彦）・江戸川 由利子役の桜井浩子が再会する。

### 劇中劇としての登場
メタフィクションに近い形で劇中劇として他の作品を登場させることもある。
『ウルトラマンティガ』
『ティガ』第49話にて、『ティガ』の世界にも劇中劇として『ウルトラマン』が存在することが明かされる。
『新世紀ウルトラマン伝説』
『新世紀ウルトラマン伝説』の主要な登場人物は、『歴代ウルトラシリーズ』が劇中劇として存在する世界の人物であり、登場人物たちがそれが放送されているテレビの中へと入っていくことで物語が始まる。
『ウルトラマンティガ・ウルトラマンダイナ&ウルトラマンガイア 超時空の大決戦』
『ウルトラマンティガ・ウルトラマンダイナ&ウルトラマンガイア 超時空の大決戦』の舞台は、平成ウルトラシリーズ3部作などが放送されている世界。ガイアはテレビシリーズの世界から、ティガ・ダイナは赤い球への願いの力によって出現した。
『ウルトラマンナイス』
『ナイス』の世界における歴代シリーズの扱いは現実に非常に近いものになっている。
『大決戦!超ウルトラ8兄弟』
『大決戦!超ウルトラ8兄弟』の舞台は、『昭和ウルトラシリーズ』が放送されている世界であり、主要な登場人物は歴代シリーズの登場人物が普通の人間として暮らしている。ただし、ヒビノ・ミライ=メビウスのみはテレビシリーズの世界からやってくる。

## 地球防衛および怪事件処理チーム
各作品毎に登場するウルトラマンと共闘する組織。
- 国際科学警察機構（International Science Police Organization）（『ウルトラマン』）
  - 科学特捜隊（科学特別捜査隊・Science Special Search Party）（『ウルトラマン』『ULTRAMAN』）
- 防衛隊（防衛軍）（『ウルトラマン』）
- TDF（地球防衛軍・Terrestrial Defense Force）（『ウルトラセブン』『平成ウルトラセブン』）
  - ウルトラ警備隊 (Ultra Guard)（『ウルトラセブン』『平成ウルトラセブン』）
- 国際平和機構・地球防衛庁（Terrestrial Defence Agency）（『帰ってきたウルトラマン』）
  - MAT（怪獣特別攻撃隊・Monster Attack Team）（『帰ってきたウルトラマン』）
- 地球防衛機構（『ウルトラマンA』）
  - TAC（超獣攻撃部隊・Terrible-monster Attacking Crew）（『ウルトラマンA』）
- 地球防衛軍（『ウルトラマンA』）
- ZAT（宇宙科学警備隊・Zariba of All Terrestrial）（『ウルトラマンタロウ』）
- 地球警備隊（『ウルトラマンタロウ』）
- MAC（宇宙パトロール隊・Monster Attacking Crew）（『ウルトラマンレオ』）
- 地球防衛隊（『ウルトラマンレオ』）
- 防衛隊（『ウルトラマンレオ』）
- 地球防衛軍（『ザ☆ウルトラマン』）
  - 科学警備隊（Scientific Defense Agency）（『ザ☆ウルトラマン』）
- UNDA（地球防衛軍・United Nations Defence Army）
  - UGM（Utility Government Members）（『ウルトラマン80』）
- ウルトラフォース （Ultra Force）（『ウルトラマンUSA』）
- UMA（Universal Multipurpose Agency）（『ウルトラマンG』）
- W.I.N.R.（Worldwide Investigation Network Responce）（『ウルトラマンパワード』）
- DJ（国際防衛機構・Defensive Jurisdiction）（『ウルトラマンネオス』）
  - HEART（High-tech Earth Alert and Rescue Team）（『ウルトラマンネオス』）
- GSG（地球防衛軍）（『ウルトラマンネオス』パイロット版）
- 国際防衛軍（『ウルトラマンゼアス』）
  - Mydo（超宇宙防衛機構・Mysterious Yonder Defense Organization）（『ウルトラマンゼアス』）
- TPC（地球平和連合・Terrestrial Peaceable Consortium）（『ウルトラマンティガ』・『ウルトラマンダイナ』）
  - GUTS（Global Unlimited Task Squad）（『ウルトラマンティガ』）
    - スーパーGUTS（Super Global Unlimited Task Squad）（『ウルトラマンダイナ』）
      - ネオスーパーGUTS（Neo Super Global Unlimited Task Squad）（『ウルトラマンティガ外伝 古代に蘇る巨人』）
      - スーパーGUTSマーズ（『ウルトラマンサーガ』）
- UNDF（地球防衛軍）（『ウルトラマンティガ』）
- G.U.A.R.D.（対根源的破滅地球防衛連合・Geocentric Universal Alliance against the Radical Destruction）（『ウルトラマンガイア』）
  - XIG（eXpanded Interceptive Guardians）（『ウルトラマンガイア』）
- アルケミー・スターズ（Alchemy Stars）（『ウルトラマンガイア』）
- 防衛隊（『ウルトラマンガイア』）
- GOKAZOKU隊（『ウルトラマンナイス』）
- JADF（統合防衛軍）（『ウルトラマンコスモス』）
  - シャークス（国家緊急部隊）（『ウルトラマンコスモス THE FIRST CONTACT』）
- MITI（科学研究所水無月工業技術研究所）（『ウルトラマンコスモス THE FIRST CONTACT』）
  - SRC（科学調査サークル・Scientific Research Circle）（『ウルトラマンコスモス THE FIRST CONTACT』）
    - チームEYES（TEAM Elite Young Expert Squadron）（『ウルトラマンコスモス』）
    - チームSEA（『ウルトラマンコスモス2 THE BLUE PLANET』）
- TLT（地球解放機構・Terrestrial Liberation Trust）（『ウルトラマンネクサス』）
  - TLT-J（Terrestrial Liberation Trust-Japan）（『ウルトラマンネクサス』）
    - ナイトレイダー（NR）（TLT-J特殊戦略任務班・Night Raider）（『ウルトラマンネクサス』）
    - メモリーポリス（『ウルトラマンネクサス』）
    - ホワイトスイーパー（『ウルトラマンネクサス』）
- DFSF（『ネオ・ウルトラQ』）
- UDF（地球防衛連合・United Defense Federation）（『ウルトラマンマックス』）
  - DASH（対怪獣防衛チーム・Defense Action Squad Heroes）（『ウルトラマンマックス』）
- GUYS（地球防衛隊・Guards for UtilitY Situation）（『ウルトラマンメビウス』）
  - CREW GUYS （Crew Guards for UtilitY Situation）
    - CREW GUYS JAPAN （Crew Guards for UtilitY Situation Japan）

  - GUYSオーシャン（Guards for UtilitY Situation Ocean）
  - GUYSスペーシー（Guards for UtilitY Situation Spacy）
  - GUYSアンタクティカ（Guards for UtilitY Situation Antarctica）
- DEUS（特殊捜査チーム）（『ULTRASEVEN X』）
- ZAP Spacy（Zata Astromical Pioneers Spacy）（『ウルトラギャラクシー大怪獣バトル』）
- 怪獣特捜隊（『ウルトラゾーン』）
- 防衛軍（『ウルトラゾーン』）
- EDF（地球防衛隊・Earth Defense Force）（『ウルトラマンサーガ』）
  - チームU（『ウルトラマンサーガ』）
- 国際防衛機構（『ウルトラマンギンガS』）
  - UPG（特捜チーム・Ultra Party Guardians）（『ウルトラマンギンガS』）
- D.R.F（Defense Rescue Force）（『ウルトラマンリブット』）
- UNVER（地球防衛組織・Ultimate Noxious event Versus Earth Ranger）（『ウルトラマンX』）
  - Xio（特殊防衛チーム・Xeno Invasion Outcutters）（『ウルトラマンX』）
- SSP（怪奇現象追跡サイト・Something Search People）（『ウルトラマンオーブ』）
- VTL（科学特捜チーム・ビートル隊・ Versatile Tactical Lerder）（『ウルトラマンオーブ』）
- AIB（異星人捜査局・Alien Investigation Bureau）（『ウルトラマンジード』）
- E.G.I.S.（Enterprise of Guard and Investigation Service）[注 34]（『ウルトラマンタイガ』）
- 警視庁公安部
  - 外事X課（『ウルトラマンタイガ』）
- GAFJ（地球防衛軍日本支部・Global Allied Forces Japan）（『ウルトラマンZ』）
  - ストレイジ（対怪獣特殊空挺機甲隊・Special Tactical Operations Regimental Airborne and Ground Equipment）（『ウルトラマンZ』）
  - MRC（怪獣研究センター・Monster Research Center）（『ウルトラマンZ』）
  - 統先研（統合先進装備研究所、JAERC、Joint Advanced Equipment Research Center）（『ウルトラマンZ』）
  - 特機群（第一特殊空挺機甲群、1st SAAG、1st Special Airborne Armored Group）（『ウルトラマンZ』）
- シズマ財団（『ウルトラマントリガー NEW GENERATION TIGA』）
  - TPU（地球平和同盟・Terrestrial Peaceable Union）（『ウルトラマントリガー』『ウルトラマンデッカー』）
    - GUTS-SELECT（TPU日本支部・Global Unlimited Task Squad - SELECT）（『ウルトラマントリガー』『ウルトラマンデッカー』）
- 防災庁（Disaster Prevention Agency Government of Japan）（『シン・ウルトラマン』）
  - 禍特対（SSSP）（禍威獣特設対策室専従班・S-Class Species Suppression Protocol(enforcement unit)）（『シン・ウルトラマン』）
- GGF（地球防衛隊・Global Guardian Force）（『ウルトラマンブレーザー』）
  - SKaRD（特殊怪対応分遣隊・Special Kaiju Reaction Detachment）（『ウルトラマンブレーザー』）
  - 特機団（第一特殊機動団）（『ウルトラマンブレーザー』）
  - 宇宙装備研究所（『ウルトラマンブレーザー』）
- SKIP（怪獣防災科学調査所・Scientific Kaiju Investigation and Prevention center）（『ウルトラマンアーク』）
  - 星元市分所（『ウルトラマンアーク』）
  - フジヤマ市分所（『ウルトラマンアーク』）
  - ミヤコ市分所（『ウルトラマンアーク』）
  - サンボン島市分所（『ウルトラマンアーク』）
- 地球防衛隊（GDF、Global Defence Force）（『ウルトラマンアーク』）
  - 宇宙科学局（『ウルトラマンアーク』）
- APRT（『ウルトラマン Fighting Evolution Rebirth』）
- 怪獣バスターズ（『怪獣バスターズ』シリーズ）
- アバレン防衛隊（『ウルトラマン アバレンボウル』）
- BURK（ウルトラ平和防衛局・Bureau of Ultra Repose Keeping）（『ウルトラマン妹』）
- GIRLS（国際怪獣救助指導組織）（『怪獣娘 〜ウルトラ怪獣擬人化計画〜』）
- ウルトラエッグ研究チーム（『ウルトラエッグ』）
- 新ウルトラ警備隊 アクロバトルユニット（『ウルトラヒーローズ THE LIVE アクロバトルクロニクル』）
- 自衛隊（Japan Self-Defense Forces）（『ウルトラQ』『ウルトラマン』『帰ってきたウルトラマン』『ウルトラマンネオス』『ULTRAMAN』など）
  - BCST（対バイオテロ研究機関）（『ULTRAMAN』）

## 歴代プロデューサー
- 円谷プロダクション
  - 円谷英二（Q）
  - 市川利明（マン）
  - 末安昌美（マン、セブン）
  - 円谷一（帰マン）
  - 斎藤進（同上）
  - 熊谷健（A～レオ）
  - 伊藤久夫（A）
  - 円谷粲（レオ）
  - 円谷皐（ザ☆、80）
  - 満田かずほ（同上）
  - 江藤直行（キッズ）
  - 玉川静（同上）
  - 鈴木清（グレート）
  - 円谷一夫（パワード）
  - 渡辺繁（同上）
  - 円谷昌弘（平成セブン、ネオス）
  - 笈田雅人（ティガ～ガイア）
  - 小山信行（ティガ～ギンガ）
  - 渋谷浩康（コスモス～大怪獣バトルNEO）
  - 表有希子（Q dark fantasy、SEVEN X）
  - 八木毅（マックス）
  - 岡崎聖（大怪獣バトル～X）
  - 北浦嗣巳（ギンガ～）
  - 金光大輔（ギンガ）
  - 菊池英次（ギンガS～X）
  - 鶴田幸伸（オーブ～R/B）
  - 村山和之（タイガ～）
  - 岡本有将（同上）
  - 岸根明（Z）
- TBS
  - 拵井巍（Q、マン）
  - 渋沢均（同上）
  - 三輪俊道（セブン）
  - 橋本洋二（セブン～レオ）
  - 忠隅昌（ザ☆）
  - 野村清（80）
  - 樋口祐三（キッズ）
- 日本テレビ
  - 前田伸一郎（平成セブン）
- 毎日放送
  - 諸冨洋史（ティガ～コスモス）
  - 丸谷嘉彦（ティガ～コスモス）
- 中部日本放送
  - 岡﨑剛之（ネクサス～メビウス）
  - 岩佐芳弘（メビウス、SEVEN X）
- テレビ東京
  - 鈴木祐治（Q dark fantasy）
  - 吉野文（オーブ～タイガ）
  - 大石淳子（Z～）

## スポンサーによる関連企業
- バンダイナムコグループ
  - バンダイナムコグループは、円谷プロの親会社。
  - バンダイ（1983年4月 - テレビCMは1995年以降現在まで一貫して登板）
    - 昭和シリーズの一部の作品ではメインスポンサーではなく、他社からのスポンサーが度々存在していたが、平成シリーズ以降はメインスポンサーとなる。

  - ポピー（1973年 - 1981年のウルトラマン80まで、こちらは1983年3月までの合併前）
  - バンダイナムコエンターテインメント（2006年 - ）
  - バンプレスト（1995年 - 、現在はプライズ関連となる）
  - バンダイナムコアーツ（2018年 - 2022年） - 2018年4月に、バンダイビジュアルがランティスを吸収合併合併して出来た会社。2022年4月から、下記の2社へ分離・移行された。
  - バンダイナムコフィルムワークス（2022年 - ）
    - バンダイビジュアル（1983年 - ）
      - 平成ウルトラシリーズと1979年のザ☆ウルトラマン以降の作品のビデオソフト化の主導権を持つ。

  - バンダイナムコミュージックライブ（2022年 - ）
    - ランティス（1995年 - 2000年、2011年 - ）
      - 平成ウルトラシリーズの2010年代の作品（一部のみ）および『ウルトラマンタイガ』以降のシリーズの音楽商品化の主導権を持つ。

  - 円谷プロダクション（2009年 - ）
    - 昭和ウルトラシリーズ以降の作品のビデオソフト化と出版の主導権を持つ。

  - マッグガーデン（2011年 - ）
    - 現在メインの小学館と並んでウルトラシリーズの2010年代以降の作品の出版と音楽商品化の主導権を持つ。

  - プレックス（1995年 - ）
    - 平成ウルトラシリーズ以降の作品のメカニカルデザインと武器と変身アイテムのデザインを一貫して担当。

  - セイカ（1971年 - 2008年）
    - 2001年以前は旧名称・セイカノート。2009年2月をもってサンスター文具の事業統合に伴い解散した。以前はスーパー戦隊シリーズや仮面ライダーBLACK、仮面ライダーBLACK RX、メタルヒーローシリーズ（ビーファイターシリーズ・東映平成SDロボシリーズ含む）・セーラームーン・ウルトラマン（平成シリーズ）など、東映グループやバンダイの関与した数多くのアニメ・特撮作品でも商品供給・番組提供してきた。

  - サンスター文具（2009年 - ）
    - 2009年より発売元を移管したメーカー。2010年代以降の作品はセイカレーベルとして発売する。
- ブルマァク（1969年 - 1975年）
- タカトクトイス（1971年 - 1975年）
- 大塚製薬（1979年 - 1981年）
- 日本コロムビア（1971年 - 1975年、1979年 - 1981年、2000年 - 2006年、テレビCMは2000年 - 2008年）
- ソニー・ミュージックエンタテインメント（1996年 - 1997年、2009年 - ）
  - 平成ウルトラシリーズの2010年代以降の作品の音楽商品化の主導権を持つ。
  - ミュージックレイン（2011年 - ）
    - 平成ウルトラシリーズの2010年代以降の作品の音楽商品化の主導権を持つ。
- ジェネオン・ユニバーサル・エンターテイメント（2003年 - ）
  - ワーナー エンターテイメント ジャパン（2011年 - ）

    - 平成ウルトラシリーズの2010年代以降の作品の音楽商品化の第一完全主導権を持つ。
- avex mode（1996年 -1997年、2004年）
- ショウワノート（1971年 -1981年 ）
- ブルースター（1979年 - ）
- セブン-イレブン（2011年 - 、提供クレジットなし（パーティシペーション））
- フルタ製菓（2004年 - 2006年）
- タイヨー（1996年 - 1999年、2004年）
- ナガサキヤ（1988年 - 1997年、後のすばる堂 (SUBARUDO) →タカラトミーアーツ）
- カルビー（1972年 - 1973年、1996年 - 1997年、2000年）
- ロッテ（1971年 - 1975年、1979年 - 1981年、1998年 - 1999年）
- 明治製菓（1996年 - 1998年）
- マクドナルド（2004年 - 2006年 ）
- 大洋漁業（1979年のザ☆ウルトラマンのみ）
- はごろも缶詰（1980年のウルトラマン80のみ）
- 江崎グリコ（1979年 - 1981年、2001年 - ）
- 森永製菓（1972年 - 1975年）
- セイバン（2009年 - 2010年のウルトラギャラクシー大怪獣バトルシリーズの地上波放送時のスポンサー）
- 講談社（1995年～2000年までの当時のスーパー戦隊と同様のレギュラースポンサー）
- 小学館（1970年 - 1989年、1995年- 1997年、2001年-2002、2004年 - ）
- 東京ドームシティアトラクションズ（2003年4月 - 、ウルトラマンの関連イベントの常連地と近年のウルトラシリーズのロケ地や近年のウルトラシリーズの公認の遊園地）